# Bleed Out
Bleed Out — восьмой студийный альбом голландской симфо-метал группы Within Temptation. Релиз по всему миру запланирован на 20 октября 2023 года. Продюсером альбома является их давний продюсер Дэниел Гибсон.

## Предыстория
Первые планы по записи восьмого студийного альбома появились через несколько месяцев после выхода Resist. В июне 2019 года ведущая вокалистка Шарон ден Адель прокомментировала, что группа, вероятно, вернется в студию в сентябре, после концертного сезона летних фестивалей. Позже в том же году группа снова отправилась в студию, чтобы написать и записать новые песни, которые войдут в возможный предстоящий релиз. Чтобы разорвать традиционный цикл написания полноценного альбома, его продвижения синглами, а затем гастролей, группа также дружно покинула Vertigo Records, лейбл, выпустивший их предыдущий альбом. После этого, они решили стать независимыми, чтобы писать и выпускать материал в соответствии со своими собственными предпочтениями.

### Запись и разработка
Изначально первоначальный план состоял в том, чтобы выпустить отдельный сингл для продвижения Worlds Collide Tour совместно с Evanescence. Начало запланировано на март 2020 года, тур пришлось откладывать четыре раза из-за пандемии COVID-19 и правил социального дистанцирования, пока это не произошло в конце 2022 года. Несмотря на это, группа решила выпустить «Entertain You» во время карантина по COVID-19, поскольку песня уже была закончена. Сингл был официально анонсирован к концу апреля 2020 года, а впоследствии выпущен 8 мая.
В течение этого периода сразу после записи была выпущена серия других синглов, чтобы группа оставалась активной перед записью полноценного альбома, а также поддерживала связь с фанатами. По словам ден Адель, это была стратегия, которой группа уже решила придерживаться для следующего релиза до начала пандемии, и её появление привело к тому, что группа оказалась в контексте, в который такая форма записи и выпуска также хорошо вписывалась. В июле 2020 года, певица прокомментировала во время американского радиошоу Full Metal Jackie, что у группы уже записаны ещё две песни, а также несколько демо-версий. Второй сингл под названием «The Purge» вышел на 20 ноября 2020 года вместе с музыкальным видео. 18 февраля 2021 года ден Адель заявила, что группа планирует выпустить больше синглов в этом независимом формате, все ещё не известно, будет ли этот материал присутствовать в будущем альбоме или нет, поскольку у них уже были записаны другие треки.
В середине 2021 года, когда концерты все ещё были запрещены из-за правил социального дистанцирования, группа записала специальный виртуальный концерт под названием «The Aftermath». На концерте была представлена новая песня «Shed My Skin», которая также была выпущена в качестве промо-сингла. В нём участвовала немецкая металкор группа annisokay, которая также появилась на концерте и в снятом с него рекламном клипе.
После ослабления пандемии и ослабления мер безопасности, что позволило снова проводить живые концерты, группа решила продолжить эту форму выпуска песен в качестве подготовки к следующему студийному альбому. Однако на тот момент формат альбома все ещё был неясен, и ден Адель прокомментировал, что последние синглы, вероятно, не войдут в полный релиз. О четвёртом из этих тогдашних самостоятельных синглов, «Don't Pray for Me», было объявлено 22 июня 2022 года и выпущен 8 июля. Ещё один сингл, «The Fire Within», был выпущен 9 декабря. Эта песня, однако, первоначально была записана ещё в 2019 году, а затем считалась переизданием. В его рекламном музыкальном клипе были представлены кадры, снятые во время тура Worlds Collide.
18 мая 2023 года был выпущен пятый самостоятельный сингл «Wireless». Во время интервью для британского журнала Rock Sound в июне 2023 года, ден Адель заявила, что новый студийный альбом, вероятно, выйдет до Рождества. 18 августа 2023 года альбом был анонсирован вместе с шестым синглом, оба под названием «Bleed Out». С подтверждением выхода восьмого студийного альбома стало известно, что группа решила сохранить ранее независимые синглы как часть всего релиза, за исключением «The Fire Within».
Другие песни, вошедшие в альбом, которые не были выпущены отдельным синглом, такие как «Ritual», также были задуманы несколькими годами ранее. Поскольку песня не подходила ни к предыдущему релизу группы «Resist», ни к сольному проекту ден Адель My Indigo, она была на мгновение отложена. После доработки песня в конечном итоге стала соответствовать основной музыкальной атмосфере и тематической линии «Bleed Out», поэтому она была добавлена в окончательный трек-лист.

## Композиция
"Чтобы защитить свою свободу, вы должны быть активны. Если вы будете пассивны, то потеряете это. Речь идет о личной свободе, но также и о свободе для вашей страны, для ваших друзей, семьи… всё."
Поначалу у группы не было четкого музыкального направления или тематической концепции для всего студийного альбома. По словам ден Адель, одним из преимуществ выпуска отдельных синглов является возможность написать песню о чём-то, что происходит в данный конкретный момент, и не беспокоиться о том, поместится ли она в более масштабный релиз. В июле 2020 года, во время интервью на американском радио-шоу Full Metal Jackie, певица прокомментировала, что предстоящий альбом, вероятно, будет посвящен темам, связанным с социальными аспектами, смерть Махсы Амини, навязывание мировоззрений и религиозных верований, и вторжение России в Украину в 2022 году, в то время как другие были связаны с более личными темами, такими как саморазвитие. Когда альбом в процессе создания обретал более конкретную форму, группа решила следовать теме «свободы», включая её личные, политические и социальные аспекты. Ден Адель рассматривает процесс сочинения альбома как разделенный на две части, поскольку некоторые песни начали создаваться до вспышки COVID-19, а другие — после пандемии и других разрушительных событий, произошедших в мире, повлиявших на неё и других участников группы и побудивших их написать об этом.

## Продвижение

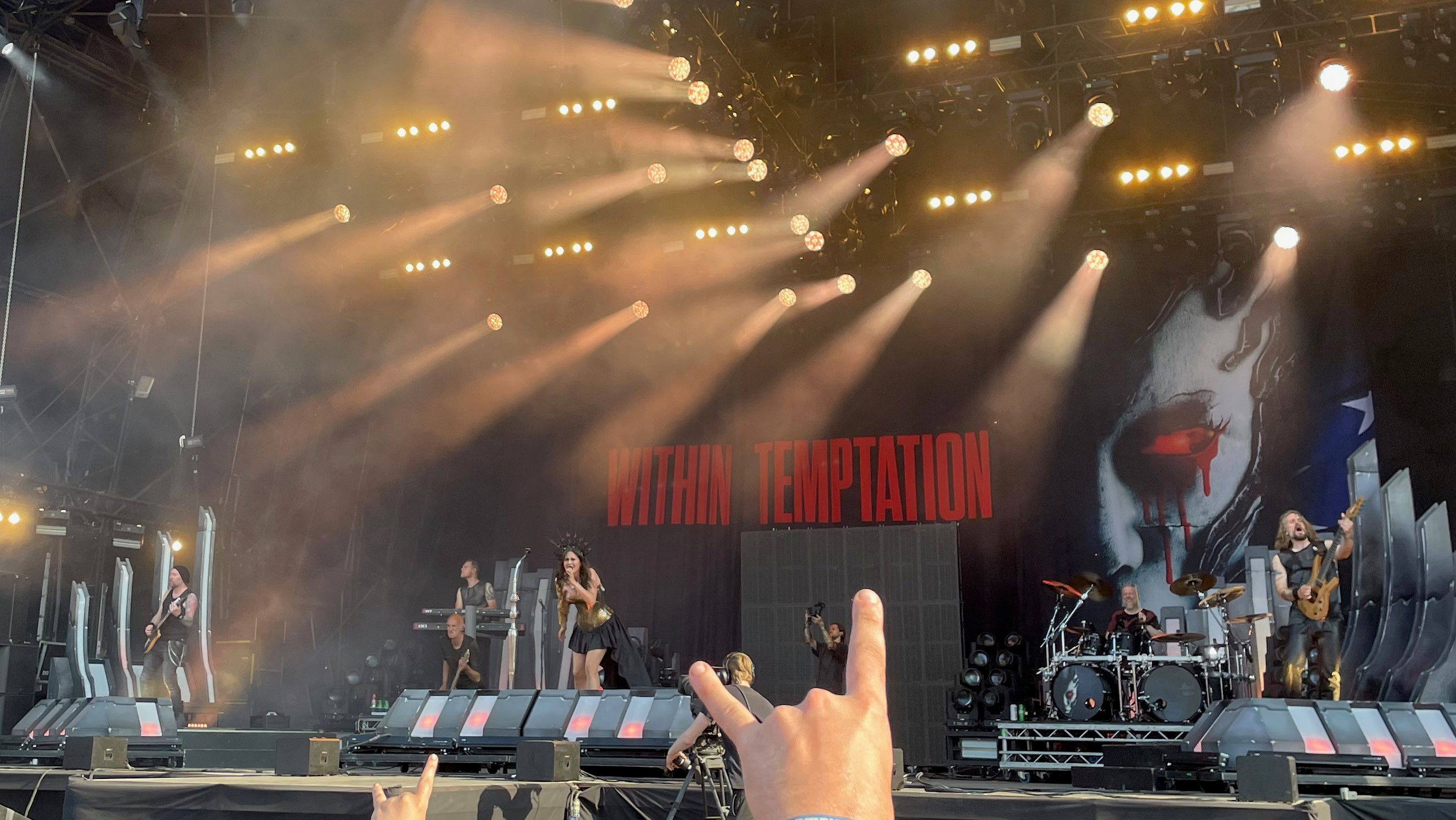
Within Temptation выступит в 2023 году на фестивале Download Festival. Ведущую вокалистку Sharon den Adel можно увидеть в том же головном уборе, который она использовала для видеозаписи «Don't Pray for Me».

Поскольку группа решила выпустить отдельные синглы до завершения работы над целым студийным альбомом, несколько песен, которые позже вошли в «Bleed out», были объявлены синглами и исполнены вживую, пока альбом был ещё незавершенным. Премьера первого сингла «Entertain you» состоялась в прямом эфире 22 мая 2020 года. Премьера «Shed My Skin» впервые состоялась на «the Aftermath», специальном виртуальном концерте, записанном и транслировавшемся группой в июне 2021 года, во время пандемии COVID-19. Поскольку некоторые страны уже начали разрешать повторные концерты с участием публики, соблюдая особые меры безопасности, within Temptation впервые с начала пандемии выступили вживую перед аудиторией на фестивале Kuopio Rock в Финляндии в августе 2021 года. По этому случаю состоялась премьера песни «The Purge», которая первоначально была выпущена в качестве сингла в ноябре 2020 года. В 2022 году группа выступала на многочисленных летних музыкальных фестивалях в Европа, выступала на разогреве у Iron Maiden в их Мировом туре Legacy of The Beast и был одним из хедлайнеров Worlds Collide Tour вместе с Evanescence. На этих концертах все отдельные синглы, выпущенные до тех пор, были исполнены вживую. В течение 2023 года группа начала новую серию концертов в рамках европейского фестивального сезона, где они дебютировали вживую с недавно выпущенной «Wireless» и неизданной на тот момент «Bleed out», премьера которых состоялась на Hellfest.
Первым синглом, официально признанным поддерживающим релиз альбома, стала заглавная песня «Bleed out», которая вышла одновременно с публичным анонсом альбома 18 августа 2023 года. Ещё один сингл, «Ritual», был выпущен 29 сентября 2023 года в поддержку предстоящего релиза альбома. 5 октября, группа отправилась на голландскую телевизионную программу «Умберто», чтобы обсудить и продвинуть релиз, а также исполнить «Wireless».

### Тур Bleed Out
Тур по Европейской арене под названием «Bleed Out Tour» был объявлен 4 октября 2023 года. Это запланировано на период с октября по декабрь 2024 года. Группа также должна выступить на избранных фестивалях в Латинской Америке в апреле 2024 года, включая фестиваль в Сан-Паулу и «The Metal Fest» в Чили и Эквадоре.

## Приём
| Оценки критиков | Оценки критиков |
| Источник        | Оценка          |
| --------------- | --------------- |
| Rock Hard       | 8.5/10          |

## Список композиций
| №                   | Название                             | Длительность |
| ------------------- | ------------------------------------ | ------------ |
| 1.                  | «We Go to War»                       | 4:19         |
| 2.                  | «Bleed Out»                          | 4:30         |
| 3.                  | «Wireless»                           | 4:41         |
| 4.                  | «Worth Dying For»                    | 4:54         |
| 5.                  | «Ritual»                             | 3:37         |
| 6.                  | «Cyanide Love»                       | 4:05         |
| 7.                  | «The Purge»                          | 4:16         |
| 8.                  | «Don't Pray for Me»                  | 3:41         |
| 9.                  | «Shed My Skin» (featuring Annisokay) | 4:30         |
| 10.                 | «Unbroken»                           | 5:09         |
| 11.                 | «Entertain You»                      | 3:31         |
| Общая длительность: | Общая длительность:                  | 45:13        |

## Персонал
Within Temptation
- Шарон ден Адель — ведущий вокал
- Рууд Джоли — соло-гитара
- Стефан Хеллеблад — ритм-гитара
- Jeroen van Veen — бас
- Мартейн Спиренбюрг — клавишные
- Майк Кулен — ударные

Сессионные музыканты
- Кристоф Вичорек — чистый вокал (трек 9)
- Руди Шварцер — резкий вокал (трек 9)
- Дэниел Гибсон — дополнительный вокал (трек 11), бэк-вокал (треки 2 и 8)

Производство
- Закк Червини — микширование
- Тед Дженсен — мастеринг

## История релизов
| Region  | Date            | Format                     | Label                  | Ref.   |
| ------- | --------------- | -------------------------- | ---------------------- | ------ |
| Various | 20 October 2023 | Digital download streaming | Force Music Recordings |        |
| Various | 20 October 2023 | Vinyl                      | Music on Vinyl         | [ 41 ] |